# Liga Europeia de Hóquei em Patins de 2017–18
A Liga Europeia de 2017–18 foi a 53ª edição da maior competição de clubes europeus de hóquei em patins masculino organizada pelo CERH. O sorteio teve lugar no dia 23 de setembro de 2017, em Lisboa.
O FC Barcelona sagrou-se campeão europeu pela 21.ª vez após bater o FC Porto por 3–2 na final da competição.

## Participantes
• As equipas classificadas são: 
| Equipas - Fase de Grupos | Equipas - Fase de Grupos | Equipas - Fase de Grupos | Equipas - Fase de Grupos |
| ------------------------ | ------------------------ | ------------------------ | ------------------------ |
| FC Porto                 | FC Barcelona             | Amatori Lodi             | La Vendéenne             |
| SL Benfica               | Reus Deportiu            | HC Forte dei Marmi       | HC Quévert               |
| UD Oliveirense           | Liceo da Coruña          | CGC Viareggio            | ERG Iserlohn             |
| Sporting CP              | CP Vic                   | Follonica Hockey         | Montreux HC              |

## Fase de Grupos

### Grupo A
| Time               | J | V | E | D | GP | GC | SG  | Pts |
| ------------------ | - | - | - | - | -- | -- | --- | --- |
| Reus Deportiu (A)  | 6 | 5 | 1 | 0 | 37 | 15 | +22 | 16  |
| UD Oliveirense (A) | 6 | 3 | 1 | 2 | 33 | 19 | +14 | 10  |
| CGC Viareggio (E)  | 6 | 2 | 2 | 2 | 31 | 24 | +7  | 8   |
| ERG Iserlohn (E)   | 6 | 0 | 0 | 6 | 10 | 53 | −43 | 0   |

|               | 0REU0 | 0UDO0 | 0VIA0 | 0ISE0 |
| ------------- | ----- | ----- | ----- | ----- |
| Reus Deportiu | —     | 5–0   | 4–4   | 10–2  |
| Oliveirense   | 3–6   | —     | 9–3   | 8–1   |
| CGC Viareggio | 2–4   | 4–4   | —     | 15–2  |
| ERG Iserlohn  | 4–8   | 0–9   | 1–3   | —     |

### Grupo B
| Time             | J | V | E | D | GP | GC | SG  | Pts |
| ---------------- | - | - | - | - | -- | -- | --- | --- |
| FC Porto (A)     | 6 | 5 | 1 | 0 | 50 | 17 | +33 | 16  |
| Follonica (A)    | 6 | 4 | 0 | 2 | 29 | 29 | 0   | 12  |
| La Vendeenne (E) | 6 | 1 | 1 | 4 | 21 | 34 | −13 | 4   |
| CP Vic (E)       | 6 | 0 | 2 | 4 | 13 | 33 | −20 | 2   |

|              | 0POR0 | 0FOL0 | 0VEN0 | 0VIC0 |
| ------------ | ----- | ----- | ----- | ----- |
| FC Porto     | —     | 7–4   | 8–3   | 13–2  |
| Follonica    | 1–7   | —     | 6–4   | 9–6   |
| La Vendeenne | 3–11  | 5–8   | —     | 1–1   |
| CP Vic       | 4–4   | 0–1   | 0–5   | —     |

| Time                | J | V | E | D | GP | GC | SG  | Pts |
| ------------------- | - | - | - | - | -- | -- | --- | --- |
| FC Barcelona (A)    | 6 | 6 | 0 | 0 | 29 | 6  | +23 | 18  |
| SL Benfica (A)      | 6 | 3 | 1 | 2 | 36 | 21 | +15 | 10  |
| Forte dei Marmi (E) | 6 | 2 | 1 | 3 | 23 | 16 | +7  | 7   |
| Montreux HC (E)     | 6 | 0 | 0 | 6 | 9  | 54 | −45 | 0   |

|                 | 0BAR0 | 0BEN0 | 0FDM0 | 0MON0 |
| --------------- | ----- | ----- | ----- | ----- |
| FC Barcelona    | —     | 2–0   | 2–0   | 13–2  |
| SL Benfica      | 4–8   | —     | 6–4   | 3–0   |
| Forte dei Marmi | 2–4   | 1–1   | —     | 12–2  |
| Montreux HC     | 0–10  | 4–11  | 1–4   | —     |

### Grupo D
| Time              | J | V | E | D | GP | GC | SG  | Pts |
| ----------------- | - | - | - | - | -- | -- | --- | --- |
| Sporting CP (A)   | 6 | 4 | 1 | 1 | 24 | 13 | +11 | 13  |
| HC Liceo (A)      | 6 | 3 | 2 | 1 | 23 | 17 | +6  | 11  |
| Amatori Lodi (E)  | 6 | 2 | 2 | 2 | 19 | 24 | −5  | 8   |
| Dinan Quévert (E) | 6 | 0 | 1 | 5 | 12 | 24 | −12 | 1   |

|               | 0SPO0 | 0LIC0 | 0LOD0 | 0VIC0 |
| ------------- | ----- | ----- | ----- | ----- |
| Sporting CP   | —     | 5–3   | 7–1   | 6–1   |
| HC Liceo      | 1–1   | —     | 1–1   | 6–3   |
| Amatori Lodi  | 7–4   | 4–7   | —     | 3–3   |
| Dinan Quévert | 0–1   | 3–5   | 2–3   | —     |

## Quartos de final
A 1ª mão foi disputada a 24 de Março e a 2ª mão será disputada a 7 de Abril de 2018. 
| Equipe 1       | Total | Equipe 2      | 1.º jogo | 2.º jogo |
| -------------- | ----- | ------------- | -------- | -------- |
| UD Oliveirense | 4–6   | Sporting CP   | 2–3      | 2–3      |
| SL Benfica     | 5–11  | FC Porto      | 3–2      | 2–9      |
| HC Liceo       | 6–8   | Reus Deportiu | 4–1      | 2–7      |
| Follonica      | 4–8   | Barcelona     | 3–3      | 1–5      |

## Final four
|  | Meias finais  | Meias finais |   |  | Final      | Final |  |
|  |               |              |   |  |            |       |  |
|  | 12 de maio    |              |   |  |            |       |  |
|  | Sporting CP   | 2            |   |  |            |       |  |
|  | FC Porto      | 5            |   |  |            |       |  |
|  |               |              |   |  |            |       |  |
|  |               |              |   |  | 13 de maio |       |  |
|  |               |              |   |  | FC Porto   | 2     |  |
|  |               | Barcelona    | 4 |  |            |       |  |
|  |               |              |   |  |            |       |  |
|  |               |              |   |  |            |       |  |
|  |               |              |   |  |            |       |  |
|  | 12 de maio    |              |   |  |            |       |  |
|  | Reus Deportiu | 2            |   |  |            |       |  |
|  | Barcelona     | 4            |   |  |            |       |  |

## Campeão
| Liga Europeia de 2017–18 |
| ------------------------ |
| Espanha                  |
| FC Barcelona 21.° Título |